# Chipman (Alberta)
Chipman è un villaggio del Canada, situato in Alberta, nella divisione No. 10.